# کتابخانه ملی پرو
کتابخانه ملی پرو (اسپانیایی: Biblioteca Nacional del Perú‎) کتابخانه ملی کشور پرو است که در پایتخت آن لیما واقع شده است. این کتابخانه قدیمی‌ترین و مهم‌ترین کتابخانه آن کشور است. این کتابخانه مانند اکثر کتابخانه‌های پرو، یک کتابخانه غیر گردشی است و دارای دو شعبه است. ساختمان قدیمی در خیابان آبانسی (منطقه لیما) و ساختمان مدرن در خیابان خاویر پرادو (منطقه سن بورجا) قرار دارد. هر دو کتابخانه برای عموم آزاد است.

## تاریخچه
این کتابخانه در سال ۱۸۲۱ توسط خوزه دو سان مارتین و پس از اهدای مجموعه کتاب‌های خود و تمجید از کتابخانه جدید، تأسیس گردید: او گفت کتابخانه «... یکی از کارآمدترین رسانه‌ها برای به جریان انداختن ارزش‌های فکری ما» محسوب می‌شود. کتابخانه وظایف مختلفی برعهده دارد که از جمله آنها باید اجرای سیاست‌ها و برنامه‌های توسعه خدمات کتابخانه‌ای در حوزه ملی و بین‌المللی را به منظور اهداف آموزشی تدوین، اجرا، نظارت و ارزیابی کند. این تصمیم و سایر تصمیمات اداری مربوط به کتابخانه نیز به وزارت آموزش و پرورش کشور بستگی دارد.
این کتابخانه از زمان تأسیس خود، از لحاظ تاریخی مراحل مختلفی از بازسازی را پشت سر گذاشته است. در طول جنگ اقیانوس آرام، ارتش شیلی، پس از تصرف لیما، اقلام مختلف همراه با سرمایه زیادی از کتابخانه را غارت کرد. ریکاردو پالما، نویسنده و محقق پرویی، که در سال ۱۸۸۴ مدیر کتابخانه بود، در یکی از روایت‌های خود اشاره کرده است که از ۵۶۰۰۰ اثری که کتابخانه قبل از جنگ در اختیار داشت، تنها ۳۷۸ اثر در پایان اشغال باقی مانده بود. در سال ۲۰۰۷، تعداد ۳۷۷۸ کتاب از شیلی به پرو بازگردانده شد. در حال حاضر مذاکراتی بین مدیر کتابخانه و مقامات شیلی در مورد شناسایی آثاری که ممکن است متعلق به پرو باشند و در نهایت قابل بازگشت هستند، در جریان است. یکی دیگر از رویدادهای مهمی که کتابخانه از سر گذرانده، آتش‌سوزی که در ۱۰ مه ۱۹۴۳ به وقوع پیوست می‌باشد که در جریان آن محوطه کتابخانه تقریباً به‌طور کامل ویران شد و در آن آثار تاریخی بسیار با ارزش از بین رفت. بعدها ساختمان جدیدی در همان محوطه کتابخانه قدیمی به همراه یک مرکز آموزشی برای مدیران کتابدار آینده ساخته شد.

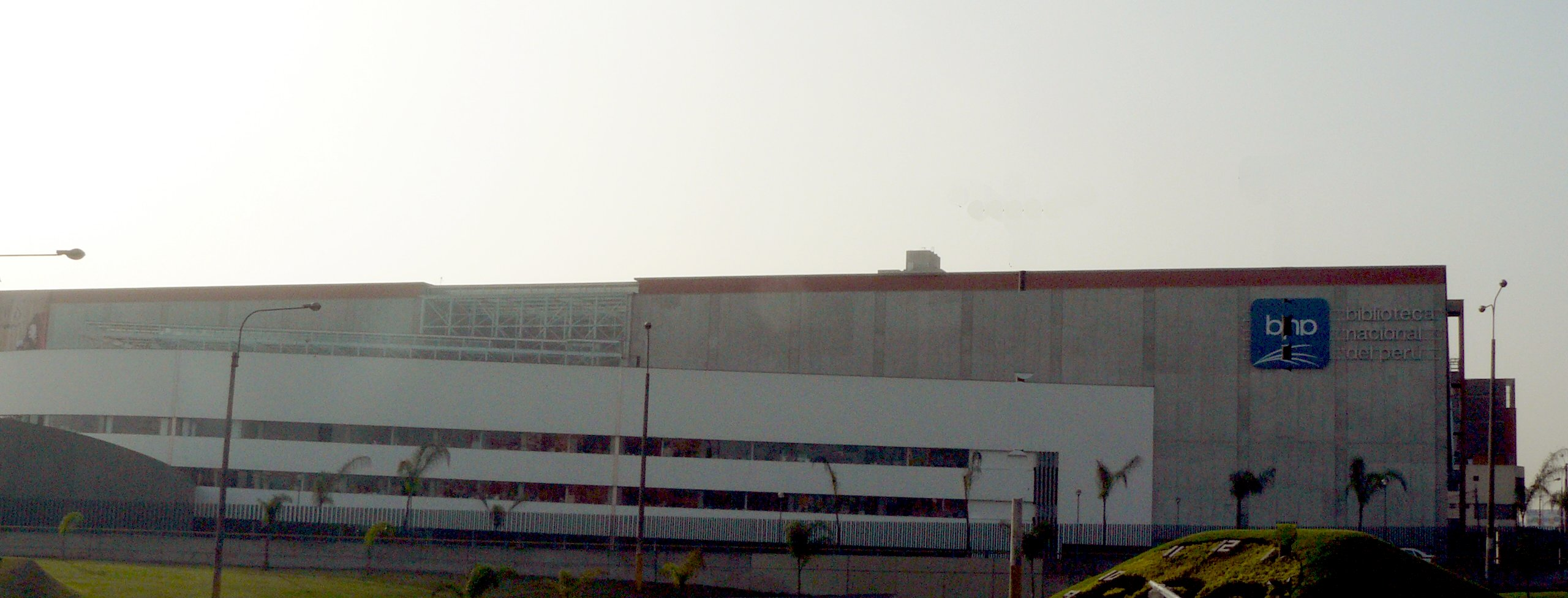
ساختمان کتابخانه جدید در منطقه سن بورجا

## سیستم کتابخانه ملی پرو
سیستم کتابخانه ملی (Biblioteca Nacional) رئیس سیستم کتابخانه ملی (NLS) پرو است.